# 南羅恩島
南羅恩島是蘇格蘭的島嶼，位於大西洋海域，屬於英倫諸島的一部分，面積1.38平方公里，最高點海拔高度76米，該島是鰭足類動物的棲息地，島上無人居住。
58°33′27″N 4°20′27″W / 58.55750°N 4.34083°W